# Campachipteria bella
Campachipteria bella är en kvalsterart som först beskrevs av Sellnick 1928.  Campachipteria bella ingår i släktet Campachipteria och familjen Achipteriidae. Inga underarter finns listade.